# Cox Town (Virginia Occidental)
Cox Town es un área no incorporada ubicada dentro del condado de Lewis (Virginia Occidental), Estados Unidos. Está catalogada como un asentamiento humano por la Junta de Nombres Geográficos de los Estados Unidos.

## Identificador
El número de identificación asignado por el Sistema de Información de Nombres Geográficos es 1554211.

## Geografía
Se encuentra a una altitud de 320 metros sobre el nivel del mar (1050 pies) según el conjunto de datos de elevación nacional.